# Puchar IBU Juniorów w biathlonie 2023/2024
Puchar IBU juniorów w biathlonie 2023/2024 – ósma edycja tego cyklu zawodów. Pierwsze starty odbyły się 9 grudnia 2023 r. w słoweńskiej Pokljuce, natomiast ostatnie zawody sezonu zostały rozegrane 2 marca 2024 r. w estońskim Otepää, gdzie odbyły się również wliczane do klasyfikacji generalnej pucharu mistrzostwa świata juniorów.

## Wyniki

### Mężczyźni
| 1. Pokljuka, 6–10 grudnia 2023 | 1. Pokljuka, 6–10 grudnia 2023 | 1. Pokljuka, 6–10 grudnia 2023 | 1. Pokljuka, 6–10 grudnia 2023 | 1. Pokljuka, 6–10 grudnia 2023 |
| Data                           | Konkurencja                    | miejsce                        | miejsce                        | miejsce                        |
| ------------------------------ | ------------------------------ | ------------------------------ | ------------------------------ | ------------------------------ |
| 9 grudnia                      | Sprint 10 km                   | Jakub Borguľa                  | Linus Kesper                   | Edgar Geny                     |
| 10 grudnia                     | Bieg indywidualny 15 km        | Nicolò Betemps                 | Ramses Tiislär                 | Władysław Czychar              |

| 2. Ridnaun, 11–16 grudnia 2023 | 2. Ridnaun, 11–16 grudnia 2023 | 2. Ridnaun, 11–16 grudnia 2023 | 2. Ridnaun, 11–16 grudnia 2023 | 2. Ridnaun, 11–16 grudnia 2023 |
| Data                           | Konkurencja                    | miejsce                        | miejsce                        | miejsce                        |
| ------------------------------ | ------------------------------ | ------------------------------ | ------------------------------ | ------------------------------ |
| 13 grudnia                     | Sprint 10 km                   | Matija Legović                 | Wadim Kurales                  | Marcin Zawół                   |
| 16 grudnia                     | Sprint 10 km                   | Leonhard Pfund                 | Domenic Endler                 | Fabian Müllauer Tim Nechwatal  |

| 3. Jakuszyce, 30 stycznia–4 lutego 2024 | 3. Jakuszyce, 30 stycznia–4 lutego 2024 | 3. Jakuszyce, 30 stycznia–4 lutego 2024 | 3. Jakuszyce, 30 stycznia–4 lutego 2024 | 3. Jakuszyce, 30 stycznia–4 lutego 2024 |
| Data                                    | Konkurencja                             | miejsce                                 | miejsce                                 | miejsce                                 |
| --------------------------------------- | --------------------------------------- | --------------------------------------- | --------------------------------------- | --------------------------------------- |
| 1 lutego                                | Bieg indywidualny 15 km                 | Benjamin Menz                           | Franz Schaser                           | Lukas Haslinger                         |
| 3 lutego                                | Sprint 10 km                            | Jakob Kulbin                            | Fabian Müllauer                         | Jakub Borguľa                           |
| 4 lutego                                | Sprint 10 km                            | Lukas Haslinger                         | David Neumayr                           | Benjamin Menz                           |

| Mistrzostwa Europy juniorów, Jakuszyce, 5–11 lutego 2024 | Mistrzostwa Europy juniorów, Jakuszyce, 5–11 lutego 2024 | Mistrzostwa Europy juniorów, Jakuszyce, 5–11 lutego 2024 | Mistrzostwa Europy juniorów, Jakuszyce, 5–11 lutego 2024 | Mistrzostwa Europy juniorów, Jakuszyce, 5–11 lutego 2024 |
| Data                                                     | Konkurencja                                              | miejsce                                                  | miejsce                                                  | miejsce                                                  |
| -------------------------------------------------------- | -------------------------------------------------------- | -------------------------------------------------------- | -------------------------------------------------------- | -------------------------------------------------------- |
| 8 lutego                                                 | Bieg indywidualny 15 km                                  | Enchsajchan Enchbat                                      | Kalle Loukkaanhuhta                                      | Jakob Kulbin                                             |
| 10 lutego                                                | Sprint 10 km                                             | Arttu Heikkinen                                          | Marcin Zawół                                             | Jakob Kulbin                                             |
| 11 lutego                                                | Bieg masowy 12 km                                        | Matija Legović                                           | Witalij Mandzyn                                          | Lukas Haslinger                                          |

| Mistrzostwa świata juniorów, Otepää, 21 lutego–2 marca 2024 | Mistrzostwa świata juniorów, Otepää, 21 lutego–2 marca 2024 | Mistrzostwa świata juniorów, Otepää, 21 lutego–2 marca 2024      | Mistrzostwa świata juniorów, Otepää, 21 lutego–2 marca 2024                | Mistrzostwa świata juniorów, Otepää, 21 lutego–2 marca 2024                        |
| Data                                                        | Konkurencja                                                 | miejsce                                                          | miejsce                                                                    | miejsce                                                                            |
| ----------------------------------------------------------- | ----------------------------------------------------------- | ---------------------------------------------------------------- | -------------------------------------------------------------------------- | ---------------------------------------------------------------------------------- |
| 25 lutego                                                   | Bieg indywidualny 15 km                                     | Leonhard Pfund                                                   | Valentin Lejeune                                                           | Jan Guńka                                                                          |
| 28 lutego                                                   | Sprint 10 km                                                | Isak Frey                                                        | Jan Guńka                                                                  | Linus Kesper                                                                       |
| 29 lutego                                                   | Bieg masowy 12 km                                           | Sivert Gerhardsen                                                | Isak Frey                                                                  | Tobias Alm                                                                         |
| 2 marca                                                     | Sztafeta 4 × 7,5 km                                         | Norwegia Tobias Alm · Sivert Gerhardsen · Ole Suhrke · Isak Frey | Ukraina Stepan Kinasz · Bohdan Borkowski · Serhij Suprun · Witalij Mandzyn | Francja Valentin Lejeune · Axel Garnier · Théo Guiraud-Poillot · Jacques Jefferies |

### Kobiety
| 1. Pokljuka, 6–10 grudnia 2023 | 1. Pokljuka, 6–10 grudnia 2023 | 1. Pokljuka, 6–10 grudnia 2023 | 1. Pokljuka, 6–10 grudnia 2023 | 1. Pokljuka, 6–10 grudnia 2023 |
| Data                           | Konkurencja                    | miejsce                        | miejsce                        | miejsce                        |
| ------------------------------ | ------------------------------ | ------------------------------ | ------------------------------ | ------------------------------ |
| 9 grudnia                      | Sprint 7,5 km                  | Anna Andexer                   | Voldiya Galmace-Paulin         | Fany Bertrand                  |
| 10 grudnia                     | Bieg indywidualny 12,5 km      | Fany Bertrand                  | Alina Nußbicker                | Lisa Siberchicot               |

| 2. Ridnaun, 11–16 grudnia 2023 | 2. Ridnaun, 11–16 grudnia 2023 | 2. Ridnaun, 11–16 grudnia 2023 | 2. Ridnaun, 11–16 grudnia 2023 | 2. Ridnaun, 11–16 grudnia 2023 |
| Data                           | Konkurencja                    | miejsce                        | miejsce                        | miejsce                        |
| ------------------------------ | ------------------------------ | ------------------------------ | ------------------------------ | ------------------------------ |
| 13 grudnia                     | Sprint 7,5 km                  | Anna Andexer                   | Alma Siegismund                | Fabiana Carpella               |
| 16 grudnia                     | Sprint 7,5 km                  | Anna Andexer                   | Marlene Fichtner               | Alma Siegismund                |

| 3. Jakuszyce, 30 stycznia–4 lutego 2024 | 3. Jakuszyce, 30 stycznia–4 lutego 2024 | 3. Jakuszyce, 30 stycznia–4 lutego 2024 | 3. Jakuszyce, 30 stycznia–4 lutego 2024 | 3. Jakuszyce, 30 stycznia–4 lutego 2024 |
| Data                                    | Konkurencja                             | miejsce                                 | miejsce                                 | miejsce                                 |
| --------------------------------------- | --------------------------------------- | --------------------------------------- | --------------------------------------- | --------------------------------------- |
| 1 lutego                                | Bieg indywidualny 12,5 km               | Alina Nußbicker                         | Wilma Anhaus                            | Ilaria Scattolo                         |
| 3 lutego                                | Sprint 7,5 km                           | Anna Andexer                            | Alina Nußbicker                         | Julia Vogler                            |
| 4 lutego                                | Sprint 7,5 km                           | Anna Andexer                            | Wilma Anhaus                            | Lara Wagner                             |

| Mistrzostwa Europy juniorów, Jakuszyce, 5–11 lutego 2024 | Mistrzostwa Europy juniorów, Jakuszyce, 5–11 lutego 2024 | Mistrzostwa Europy juniorów, Jakuszyce, 5–11 lutego 2024 | Mistrzostwa Europy juniorów, Jakuszyce, 5–11 lutego 2024 | Mistrzostwa Europy juniorów, Jakuszyce, 5–11 lutego 2024 |
| Data                                                     | Konkurencja                                              | miejsce                                                  | miejsce                                                  | miejsce                                                  |
| -------------------------------------------------------- | -------------------------------------------------------- | -------------------------------------------------------- | -------------------------------------------------------- | -------------------------------------------------------- |
| 8 lutego                                                 | Bieg indywidualny 12,5 km                                | Anna Andexer                                             | Leonie Pitzer                                            | Heda Mikolášová                                          |
| 10 lutego                                                | Sprint 7,5 km                                            | Lara Wagner                                              | Sonja Leinamo                                            | Anna Andexer                                             |
| 11 lutego                                                | Bieg masowy 9 km                                         | Anna Andexer                                             | Svatava Mikysková                                        | Ema Kapustová                                            |

| Mistrzostwa świata juniorów, Otepää, 21 lutego–2 marca 2024 | Mistrzostwa świata juniorów, Otepää, 21 lutego–2 marca 2024 | Mistrzostwa świata juniorów, Otepää, 21 lutego–2 marca 2024               | Mistrzostwa świata juniorów, Otepää, 21 lutego–2 marca 2024                        | Mistrzostwa świata juniorów, Otepää, 21 lutego–2 marca 2024               |
| Data                                                        | Konkurencja                                                 | miejsce                                                                   | miejsce                                                                            | miejsce                                                                   |
| ----------------------------------------------------------- | ----------------------------------------------------------- | ------------------------------------------------------------------------- | ---------------------------------------------------------------------------------- | ------------------------------------------------------------------------- |
| 25 lutego                                                   | Bieg indywidualny 12,5 km                                   | Julia Tannheimer                                                          | Ema Kapustová                                                                      | Lena Repinc                                                               |
| 28 lutego                                                   | Sprint 7,5 km                                               | Sara Andersson                                                            | Julia Tannheimer                                                                   | Walentina Dimitrowa                                                       |
| 29 lutego                                                   | Bieg masowy 9 km                                            | Julia Kink                                                                | Ema Kapustová                                                                      | Fany Bertrand                                                             |
| 2 marca                                                     | Sztafeta 4 × 6 km                                           | Niemcy Alina Nußbicker · Julia Tannheimer · Julia Kink · Marlene Fichtner | Norwegia Ann Kristin Aaland · Gro Randby · Guro Femsteinevik · Maren Brännare-Gran | Francja Léonie Jeannier · Fany Bertrand · Célia Henaff · Lisa Siberchicot |

### Sztafety mieszane
| 2. Ridnaun, 11–16 grudnia 2023 | 2. Ridnaun, 11–16 grudnia 2023               | 2. Ridnaun, 11–16 grudnia 2023                                                    | 2. Ridnaun, 11–16 grudnia 2023                                            | 2. Ridnaun, 11–16 grudnia 2023                                               |
| Data                           | Konkurencja                                  | miejsce                                                                           | miejsce                                                                   | miejsce                                                                      |
| ------------------------------ | -------------------------------------------- | --------------------------------------------------------------------------------- | ------------------------------------------------------------------------- | ---------------------------------------------------------------------------- |
| 15 grudnia                     | Pojedyncza sztafeta mieszana (6 km + 7,5 km) | Austria Anna Andexer · Lukas Haslinger                                            | Francja Fany Bertrand · Edgar Geny                                        | Niemcy Marlene Fichtner · Linus Kesper                                       |
| 15 grudnia                     | Sztafeta mieszana (4×6 km)                   | Ukraina Ołeksandra Merkuszyna · Ołena Horodna · Stepan Kinasz · Władysław Czychar | Niemcy Alma Siegismund · Alina Nußbicker · Tim Nechwatal · Leonhard Pfund | Włochy Astrid Plosch · Fabiana Carpella · Davide Compagnoni · Nicolò Betemps |

| Mistrzostwa świata juniorów, Otepää, 21 lutego–2 marca 2024 | Mistrzostwa świata juniorów, Otepää, 21 lutego–2 marca 2024 | Mistrzostwa świata juniorów, Otepää, 21 lutego–2 marca 2024               | Mistrzostwa świata juniorów, Otepää, 21 lutego–2 marca 2024                | Mistrzostwa świata juniorów, Otepää, 21 lutego–2 marca 2024              |
| Data                                                        | Konkurencja                                                 | miejsce                                                                   | miejsce                                                                    | miejsce                                                                  |
| ----------------------------------------------------------- | ----------------------------------------------------------- | ------------------------------------------------------------------------- | -------------------------------------------------------------------------- | ------------------------------------------------------------------------ |
| 23 lutego                                                   | Sztafeta mieszana (4×6 km)                                  | Norwegia Maren Brännare-Gran · Gro Randby · Sivert Gerhardsen · Isak Frey | Niemcy Julia Tannheimer · Marlene Fichtner · Leonhard Pfund · Linus Kesper | Austria Lara Wagner · Anna Andexer · Oliver Lienbacher · Fabian Müllauer |

## Klasyfikacje

### Mężczyźni
| Miejsce | Zawodnik        | Punkty |
| ------- | --------------- | ------ |
| 1.      | Lukas Haslinger | 452    |
| 2.      | Fabian Müllauer | 405    |
| 3.      | Jakub Borguľa   | 351    |
| 4.      | Jakob Kulbin    | 331    |
| 5.      | Benjamin Menz   | 312    |
| 6.      | Leonhard Pfund  | 298    |
| 7.      | Wadim Kurales   | 297    |
| 8.      | Stepan Kinasz   | 290    |
| 9.      | Matija Legović  | 278    |
| 10.     | Tim Nechwatal   | 271    |

| Miejsce | Zawodnik            | Punkty |
| ------- | ------------------- | ------ |
| 11.     | Linus Kesper        | 263    |
| 12.     | Witalij Mandzyn     | 256    |
| 13.     | Marcin Zawół        | 248    |
| 14.     | Fabian Suchodolski  | 232    |
| 15.     | Petr Hák            | 228    |
| 16.     | Nicolò Betemps      | 218    |
| 17.     | Isak Frey           | 215    |
| 18.     | Sondre Slettemark   | 206    |
| 19.     | Franz Schaser       | 202    |
| 20.     | Enchsajchan Enchbat | 201    |

| Miejsce | Zawodnik            | Punkty |
| ------- | ------------------- | ------ |
| 1.      | Benjamin Menz       | 138    |
| 2.      | Lukas Haslinger     | 126    |
| 3.      | Enchsajchan Enchbat | 123    |
| 4.      | Stepan Kinasz       | 123    |
| 5.      | Nicolò Betemps      | 117    |
| 5.      | Leonhard Pfund      | 117    |
| 7.      | Franz Schaser       | 86     |
| 8.      | Jan Gregor          | 85     |
| 9.      | Tim Nechwatal       | 82     |
| 10.     | Kalle Loukkaanhuhta | 77     |

| Miejsce | Zawodnik        | Punkty |
| ------- | --------------- | ------ |
| 1.      | Fabian Müllauer | 311    |
| 2.      | Jakub Borguľa   | 290    |
| 3.      | Jakob Kulbin    | 268    |
| 4.      | Lukas Haslinger | 257    |
| 5.      | Wadim Kurales   | 213    |
| 6.      | Linus Kesper    | 203    |
| 7.      | Tim Nechwatal   | 189    |
| 8.      | Marcin Zawół    | 182    |
| 9.      | Benjamin Menz   | 163    |
| 10.     | Petr Hák        | 152    |

| Miejsce | Zawodnik          | Punkty |
| ------- | ----------------- | ------ |
| 1.      | Witalij Mandzyn   | 125    |
| 2.      | Sivert Gerhardsen | 90     |
| 2.      | Matija Legović    | 90     |
| 4.      | Isak Frey         | 75     |
| 5.      | Lukas Haslinger   | 69     |
| 6.      | Fabian Müllauer   | 66     |
| 7.      | Wasił Zaszew      | 64     |
| 8.      | Tobias Alm        | 60     |
| 9.      | Sondre Slettemark | 50     |
| 10.     | Konrad Badacz     | 45     |

| Miejsce | Kraj       | Punkty |
| ------- | ---------- | ------ |
| 1.      | Niemcy     | 4249   |
| 2.      | Polska     | 4130   |
| 3.      | Austria    | 4052   |
| 4.      | Włochy     | 4041   |
| 5.      | Czechy     | 3970   |
| 6.      | Ukraina    | 3787   |
| 7.      | Francja    | 3649   |
| 8.      | Słowacja   | 3530   |
| 9.      | Szwajcaria | 3467   |
| 10.     | Estonia    | 3464   |

| Miejsce | Kraj              | Punkty |
| ------- | ----------------- | ------ |
| 11.     | Słowenia          | 3397   |
| 12.     | Kazachstan        | 3369   |
| 13.     | Bułgaria          | 3019   |
| 14.     | Norwegia          | 2381   |
| 15.     | Kanada            | 2328   |
| 16.     | Łotwa             | 2212   |
| 17.     | Rumunia           | 2203   |
| 18.     | Finlandia         | 2098   |
| 19.     | Stany Zjednoczone | 1963   |
| 20.     | Mongolia          | 1866   |

### Kobiety
| Miejsce | Zawodniczka      | Punkty |
| ------- | ---------------- | ------ |
| 1.      | Anna Andexer     | 828    |
| 2.      | Wilma Anhaus     | 393    |
| 3.      | Alina Nußbicker  | 365    |
| 4.      | Leonie Pitzer    | 315    |
| 5.      | Fabiana Carpella | 308    |
| 6.      | Ema Kapustová    | 306    |
| 7.      | Fany Bertrand    | 300    |
| 8.      | Lara Wagner      | 297    |
| 9.      | Alessia Laager   | 292    |
| 10.     | Lisa Siberchicot | 266    |

| Miejsce | Zawodniczka            | Punkty |
| ------- | ---------------------- | ------ |
| 11.     | Marlene Fichtner       | 247    |
| 12.     | Ołena Horodna          | 234    |
| 13.     | Astrid Plosch          | 228    |
| 14.     | Kaja Zorč              | 218    |
| 15.     | Barbara Skrobiszewska  | 217    |
| 16.     | Voldiya Galmace-Paulin | 215    |
| 17.     | Alma Siegismund        | 206    |
| 18.     | Kristína Makovínyová   | 200    |
| 19.     | Sonja Leinamo          | 199    |
| 20.     | Kateřina Pavlů         | 197    |

| Miejsce | Zawodniczka          | Punkty |
| ------- | -------------------- | ------ |
| 1.      | Alina Nußbicker      | 168    |
| 2.      | Anna Andexer         | 158    |
| 3.      | Wilma Anhaus         | 137    |
| 4.      | Ema Kapustová        | 115    |
| 5.      | Leonie Pitzer        | 115    |
| 6.      | Fany Bertrand        | 114    |
| 7.      | Astrid Plosch        | 94     |
| 8.      | Lisa Siberchicot     | 92     |
| 9.      | Julia Tannheimer     | 90     |
| 10.     | Kristína Makovínyová | 83     |

| Miejsce | Zawodniczka            | Punkty |
| ------- | ---------------------- | ------ |
| 1.      | Anna Andexer           | 544    |
| 2.      | Wilma Anhaus           | 220    |
| 3.      | Fabiana Carpella       | 219    |
| 4.      | Lara Wagner            | 215    |
| 5.      | Alessia Laager         | 193    |
| 6.      | Alina Nußbicker        | 178    |
| 7.      | Alma Siegismund        | 166    |
| 8.      | Voldiya Galmace-Paulin | 165    |
| 9.      | Leonie Pitzer          | 165    |
| 10.     | Marlene Fichtner       | 157    |

| Miejsce | Zawodniczka           | Punkty |
| ------- | --------------------- | ------ |
| 1.      | Ema Kapustová         | 135    |
| 2.      | Anna Andexer          | 126    |
| 3.      | Julia Kink            | 90     |
| 4.      | Svatava Mikysková     | 75     |
| 5.      | Sonja Leinamo         | 63     |
| 6.      | Fany Bertrand         | 60     |
| 7.      | Barbara Skrobiszewska | 58     |
| 8.      | Anna Nędza-Kubiniec   | 54     |
| 9.      | Arina Kriukowa        | 52     |
| 10.     | Ołena Horodna         | 51     |

| Miejsce | Kraj       | Punkty |
| ------- | ---------- | ------ |
| 1.      | Niemcy     | 4644   |
| 2.      | Austria    | 4299   |
| 3.      | Włochy     | 4238   |
| 4.      | Czechy     | 3880   |
| 5.      | Słowenia   | 3707   |
| 6.      | Słowacja   | 3697   |
| 7.      | Francja    | 3680   |
| 8.      | Ukraina    | 3670   |
| 9.      | Polska     | 3516   |
| 10.     | Szwajcaria | 3316   |

| Miejsce | Kraj              | Punkty |
| ------- | ----------------- | ------ |
| 11.     | Kazachstan        | 3281   |
| 12.     | Estonia           | 3147   |
| 13.     | Bułgaria          | 2696   |
| 14.     | Łotwa             | 2689   |
| 15.     | Wielka Brytania   | 2627   |
| 16.     | Norwegia          | 2261   |
| 17.     | Kanada            | 2245   |
| 18.     | Finlandia         | 2140   |
| 19.     | Stany Zjednoczone | 1959   |
| 20.     | Rumunia           | 1863   |

### Sztafety
| Miejsce | Kraj     | Punkty |
| ------- | -------- | ------ |
| 1.      | Niemcy   | 350    |
| 2.      | Francja  | 290    |
| 3.      | Austria  | 262    |
| 4.      | Ukraina  | 261    |
| 5.      | Norwegia | 255    |
| 6.      | Włochy   | 216    |
| 7.      | Czechy   | 195    |
| 8.      | Polska   | 190    |
| 9.      | Słowacja | 164    |
| 10.     | Słowenia | 163    |

| Miejsce | Kraj            | Punkty |
| ------- | --------------- | ------ |
| 11.     | Kazachstan      | 150    |
| 12.     | Kanada          | 137    |
| 13.     | Estonia         | 135    |
| 14.     | Szwajcaria      | 128    |
| 15.     | Bułgaria        | 117    |
| 16.     | Wielka Brytania | 110    |
| 17.     | Finlandia       | 98     |
| 18.     | Szwecja         | 89     |
| 19.     | Rumunia         | 86     |
| 20.     | Litwa           | 86     |